# المصحف المعلم
المصحف المعلم نسخة جميلة من المصحف الشريف طبعتها ونشرتها (دار المصحف: شركة مكتبة ومطبعة عبد الرحمن محمد) في مصر، وهي أقدم دار عربية لنشر القرآن الكريم. وقد أضيف للمصحف الشريف ملحق مفيد جدا للمسلم من إعداد المهندس محمد عبد الرحمن محمد (صاحب دار المصحف) وهو ملحق مبسط ومختصر العبارة يغني المسلم الاستفسار عن أمور دينه وعباداته وفيه ثلاثة أبواب:
1. ما يجب معرفته عن القرآن والمصاحف.
2. التطبيق العلمي العبادات والأحوال الشخصية.
3. التبويب الموضوعي لآيات أحكام القرآن وتوجيهاته.

وقد أقر صحة الملحق وقدم له الأستاذ الدكتور (عبد الحليم محمود) وزير الأوقاف وشؤون الأزهر. وقد طبع هذا المصحف الشريف في سبعة أحجام مختلفة تبدأ بالجيب الصغير وتنتهي بالجوامعي الكبير لتفي بكل مطلب، وأصدرت من هذه الأحجام طبعات على المستويات المختلفة من حيث الورق والتجليد دون المساس بالجوهر ليكون (المصحف المعلم) في متناول إمكانية كل مسلم. وقد توخى المهندس محمد في تصميم هذا المصحف الكمال من حيث الدقة والوضوح، فظهر المصحف في غاية الوضوح والترتيب.